# Uzbequistão nos Jogos Olímpicos
O Uzbequistão participou pela primeira vez dos Jogos Olímpicos como país independente em 1994, e mandou atletas para competirem em todos os Jogos desde então.
Anteriormente, atletas uzbeques competiram como parte da União Soviética nos Jogos Olímpicos de 1952 a 1988, e após a dissolução da União Soviética, o Uzbekistão fez parte do Time Unificado em 1992.
Atletas uzbeques ganharam um total de dezessete medalhas nos Jogos Olímpicos de Verão, a maioria nas Lutas e no Boxe.  O país ainda conquistou uma medalha nos Jogos Olímpicos de Inverno.
O Comitê Olímpico Nacional do Uzbequistão foi criado em 1992 e reconhecido pelo COI em 1993.

## Medalhistas
| Medalha           | Nome                      | Jogos            | Esporte            | Evento                            |
| ----------------- | ------------------------- | ---------------- | ------------------ | --------------------------------- |
| Medalha de ouro   | Lina Cheryazova           | 1994 Lillehammer | Esqui estilo livre | Aéreo feminino                    |
| Medalha de bronze | Karim Tulaganov           | 1996 Atlanta     | Boxe               | Peso médio ligeiro                |
| Medalha de prata  | Armen Bagdasarov          | 1996 Atlanta     | Judô               | Até 86 kg masculino               |
| Medalha de ouro   | Mahammatkodir Abdoollayev | 2000 Sydney      | Boxe               | Peso meio-médio ligeiro           |
| Medalha de prata  | Artur Taymazov            | 2000 Sydney      | Lutas              | Livre - 97-130 kg                 |
| Medalha de bronze | Rustam Saidov             | 2000 Sydney      | Boxe               | Peso super-pesado                 |
| Medalha de bronze | Sergey Mihaylov           | 2000 Sydney      | Boxe               | Peso meio-pesado                  |
| Medalha de ouro   | Artur Taymazov            | 2004 Atenas      | Lutas              | Livre - até 120kg masculino       |
| Medalha de ouro   | Alexandr Dokturishvili    | 2004 Atenas      | Lutas              | Greco-Romana - até 74kg masculino |
| Medalha de prata  | Magomed Ibragimov         | 2004 Atenas      | Lutas              | Livre - até 96kg masculino        |
| Medalha de bronze | Bahodirjon Sooltonov      | 2004 Atenas      | Boxe               | Peso galo                         |
| Medalha de bronze | Utkirbek Haydarov         | 2004 Atenas      | Boxe               | Peso meio-pesado                  |
| Medalha de ouro   | Artur Taymazov            | 2008 Pequim      | Lutas              | até 120kg masculino               |
| Medalha de prata  | Soslan Tigiev             | 2008 Pequim      | Lutas              | até 74kg masculino                |
| Medalha de prata  | Abdullo Tangriev          | 2008 Pequim      | Judô               | Mais de 100 kg masculino          |
| Medalha de bronze | Rishod Sobirov            | 2008 Pequim      | Judô               | Até 60 kg masculino               |
| Medalha de bronze | Anton Fokin               | 2008 Pequim      | Ginástica          | Barras paralelas masculino        |
| Medalha de bronze | Ekaterina Khilko          | 2008 Pequim      | Ginástica          | Trampolim - feminino              |

## Quadro de Medalhas

### Medalhas por Jogos de Verão
| Jogos               | Ouro | Prata | Bronze | Total |
| 1996 Atlanta        | 0    | 1     | 1      | 2     |
| 2000 Sydney         | 1    | 1     | 2      | 4     |
| 2004 Atenas         | 2    | 1     | 2      | 5     |
| 2008 Pequim         | 0    | 1     | 3      | 6     |
| 2012 Londres        | 0    | 0     | 3      | 3     |
| 2016 Rio de Janeiro | 4    | 2     | 7      | 13    |
| 2020 Tóquio         | 3    | 0     | 2      | 5     |
| 2024 Paris          | 8    | 2     | 3      | 13    |
| Total               | 18   | 8     | 23     | 49    |

### Medalhas dos Jogos de Inverno
| Jogos               | Ouro | Prata | Bronze | Total |
| 1994 Lillehammer    | 1    | 0     | 0      | 1     |
| 1998 Nagano         | 0    | 0     | 0      | 0     |
| 2002 Salt Lake City | 0    | 0     | 0      | 0     |
| 2006 Turim          | 0    | 0     | 0      | 0     |
| 2010 Vancouver      | 0    | 0     | 0      | 0     |
| Total               | 1    | 0     | 0      | 1     |

### Medalhas por Esporte
| Modalidades        | Ouro | Prata | Bronze | Total |
| Lutas              | 3    | 3     | 0      | 6     |
| Boxe               | 1    | 0     | 5      | 6     |
| Esqui estilo livre | 1    | 0     | 0      | 1     |
| Judo               | 0    | 2     | 1      | 3     |
| Ginástica          | 0    | 0     | 2      | 2     |
| Total              | 5    | 5     | 8      | 18    |